# Mimectatina fukudai
Mimectatina fukudai es una especie de escarabajo longicornio del género Mimectatina, tribu Desmiphorini, subfamilia Lamiinae. Fue descrita científicamente por Hayashi en 1969.
La especie se mantiene activa durante el mes de abril.

## Descripción
Mide 7 milímetros de longitud.

## Distribución
Se distribuye por China.